# Armeniska revolutionsfederationen
Armeniska revolutionsfederationen (ARF) (armeniska: Հայ Յեղափոխական Դաշնակցութիւն, Haj Heghapochakan Dasjnaktsutiun) är ett armeniskt demokratiskt socialistiskt politiskt parti som bildades i Tbilisi 1890 av Kristapor Mikajelean, Stepan Zorean och Simon Zawarean.   
Partiet är aktivt i Armenien och länder där den armeniska diasporan finns, huvudsakligen i Libanon och den de facto armeniskkontrollerade enklaven Nagorno-Karabach. Sammanlagt finns organisationen i omkring 200 länder. ARF förespråkar socialism och är medlem av Socialistinternationalen.
Partiet bildade den kortlivade Armeniens första republik som föll för den sovjetiska Röda armén 1920. Efter Sovjetunionens fall återvände partiet till Armenien, efter att under mellanliggande period verkat i exil. 
Det har mandat i Nagorno-Karabachs och Libanons parlament. I det extrainsatta parlamentsvalet i Armenien 2021 fick partiet 10 mandat och är därmed landets näst största parti.  
Medlemmar från partiet försökte år 1999 genomföra en statskupp.
Partiet var allierat med den kurdiska Xoybun-rörelsen, vilken också var en viktig partner i upprättandet av rörelsen. Det samarbetade med grekerna i frågor om Turkiet och det armeniska folkmordet.

## Övrigt
År 1896 deltog medlemmar av organisationen i ockupationen av Bank Ottoman för att påkalla världens uppmärksamhet kring de massakrer på armenier i osmanska riket.